# Box-office France 2019
Cet article présente le box-office en France au cours de l'année 2019.

## Les millionnaires
| Class. | Titre                                            | Pays                             | Réalisateur                      | Box-Office France | Semaines |
| ------ | ------------------------------------------------ | -------------------------------- | -------------------------------- | ----------------- | -------- |
| 1      | Le Roi lion                                      |                                  | Jon Favreau                      | 10 017 995        | 20 (fin) |
| 2      | La Reine des neiges 2                            | Chris Buck et Jennifer Lee       | 7 401 300                        | 16 (fin)          |          |
| 3      | Avengers: Endgame                                | Anthony et Joe Russo             | 6 942 474                        | 22 (fin)          |          |
| 4      | Qu'est-ce qu'on a encore fait au Bon Dieu ?      |                                  | Philippe de Chauveron            | 6 711 618         | 17 (fin) |
| 5      | Star Wars, épisode IX : L'Ascension de Skywalker |                                  | J. J. Abrams                     | 5 911 207         | 12 (fin) |
| 6      | Joker                                            | Todd Phillips                    | 5 606 729                        | 22 (fin)          |          |
| 7      | Toy Story 4                                      | Josh Cooley                      | 4 599 884                        | 23 (fin)          |          |
| 8      | Captain Marvel                                   | Anna Boden et Ryan Fleck         | 3 374 568                        | 14 (fin)          |          |
| 9      | Dragons 3 : Le Monde caché                       | Dean DeBlois                     | 3 367 445                        | 14 (fin)          |          |
| 10     | Jumanji: Next Level                              | Jake Kasdan                      | 3 254 702                        | 14 (fin)          |          |
| 11     | Spider-Man: Far From Home                        | Jon Watts                        | 3 226 105                        | 15 (fin)          |          |
| 12     | Nous finirons ensemble                           |                                  | Guillaume Canet                  | 2 800 004         | 13 (fin) |
| 13     | Maléfique : Le Pouvoir du mal                    |                                  | Joachim Rønning                  | 2 718 604         | 11 (fin) |
| 14     | Once Upon a Time… in Hollywood                   | Quentin Tarantino                | 2 633 185                        | 19 (fin)          |          |
| 15     | Aladdin                                          | Guy Ritchie                      | 2 510 813                        | 17 (fin)          |          |
| 16     | Fast and Furious: Hobbs and Shaw                 | David Leitch                     | 2 433 635                        | 11 (fin)          |          |
| 17     | Dumbo                                            | Tim Burton                       | 2 397 405                        | 20 (fin)          |          |
| 18     | Ralph 2.0                                        | Rich Moore                       | 2 340 892                        | 13 (fin)          |          |
| 19     | Comme des bêtes 2                                | Chris Renaud                     | 2 271 152                        | 18 (fin)          |          |
| 20     | Les Misérables                                   |                                  | Ladj Ly                          | 2 170 323         | 16 (fin) |
| 21     | Hors normes                                      | Eric Toledano et Olivier Nakache | 2 108 551                        | 20 (fin)          |          |
| 22     | Green Book : Sur les routes du sud               |                                  | Peter Farrelly                   | 2 090 550         | 27 (fin) |
| 23     | Alita: Battle Angel                              | Robert Rodriguez                 | 2 033 168                        | 11 (fin)          |          |
| 24     | Au nom de la terre                               |                                  | Edouard Bergeon                  | 1 975 583         | 21 (fin) |
| 25     | Abominable                                       |                                  | Jill Culton                      | 1 958 194         | 12 (fin) |
| 26     | Parasite                                         |                                  | Bong Joon-ho                     | 1 884 582         | 40 (fin) |
| 27     | La Mule                                          |                                  | Clint Eastwood                   | 1 849 004         | 14 (fin) |
| 28     | La Vie scolaire                                  |                                  | Grand Corps Malade et Mehdi Idir | 1 812 113         | 18 (fin) |
| 29     | Creed 2                                          |                                  | Steven Caple Jr.                 | 1 733 124         | 9 (fin)  |
| 30     | Nicky Larson et le Parfum de Cupidon             |                                  | Philippe Lacheau                 | 1 684 404         | 10 (fin) |
| 31     | Pokémon : Détective Pikachu                      |                                  | Rob Letterman                    | 1 682 046         | 14 (fin) |
| 32     | J'accuse                                         |                                  | Roman Polanski                   | 1 567 278         | 17 (fin) |
| 33     | Le Chant du loup                                 | Antonin Baudry                   | 1 548 510                        | 22 (fin)          |          |
| 34     | Ça : Chapitre 2                                  |                                  | Andrés Muschietti                | 1 496 163         | 11 (fin) |
| 35     | Donne-moi des ailes                              |                                  | Nicolas Vanier                   | 1 437 724         | 14 (fin) |
| 36     | Le Parc des merveilles                           |                                  | Dylan Brown                      | 1 420 070         | 16 (fin) |
| 37     | X-Men: Dark Phoenix                              | Simon Kinberg                    | 1 403 901                        | 10 (fin)          |          |
| 38     | Les Invisibles                                   |                                  | Louis-Julien Petit               | 1 345 290         | 16 (fin) |
| 39     | Glass                                            |                                  | M. Night Shyamalan               | 1 290 169         | 12 (fin) |
| 40     | Joyeuse retraite !                               |                                  | Fabrice Bracq                    | 1 259 687         | 13 (fin) |
| 41     | La Belle Époque                                  | Nicolas Bedos                    | 1 243 297                        | 18 (fin)          |          |
| 42     | After : Chapitre 1                               |                                  | Jenny Gage                       | 1 228 756         | 9 (fin)  |
| 43     | C'est quoi cette mamie ?!                        |                                  | Gabriel Julien-Laferrière        | 1 190 987         | 12 (fin) |
| 44     | La Famille Addams                                |                                  | Conrad Vernon et Greg Tiernan    | 1 178 679         | 13 (fin) |
| 45     | Le Mans 66                                       | James Mangold                    | 1 138 077                        | 14 (fin)          |          |
| 46     | Les Incognitos                                   | Nick Bruno et Troy Quane         | 1 130 584                        | 11 (fin)          |          |
| 47     | À couteaux tirés                                 | Rian Johnson                     | 1 121 334                        | 15 (fin)          |          |
| 48     | Shazam!                                          | David F. Sandberg                | 1 075 884                        | 9 (fin)           |          |
| 49     | Ad Astra                                         | James Gray                       | 1 039 973                        | 12 (fin)          |          |
| 50     | Inséparables                                     |                                  | Varante Soudjian                 | 1 037 582         | 14 (fin) |
| 51     | Tanguy, le retour                                | Etienne Chatiliez                | 1 027 447                        | 10 (fin)          |          |

## Les records par semaine
| Semaines    | Titre                              | Pays                       | Réalisateur          | Entrées   |
| ----------- | ---------------------------------- | -------------------------- | -------------------- | --------- |
| 1re semaine | Avengers: Endgame                  |                            | Anthony et Joe Russo | 3 426 471 |
| 2e semaine  | Le Roi lion                        | Jon Favreau                | 2 390 595            |           |
| 3e semaine  | Le Roi lion                        | Jon Favreau                | 1 309 472            |           |
| 4e semaine  | Le Roi lion                        | Jon Favreau                | 979 701              |           |
| 5e semaine  | La Reine des neiges 2              | Chris Buck et Jennifer Lee | 707 226              |           |
| 6e semaine  | La Reine des neiges 2              | Chris Buck et Jennifer Lee | 785 597              |           |
| 7e semaine  | La Reine des neiges 2              | Chris Buck et Jennifer Lee | 420 803              |           |
| 8e semaine  | Green Book : Sur les routes du sud | Peter Farrelly             | 153 914              |           |
| 9e semaine  | Le Roi lion                        | Jon Favreau                | 82 054               |           |
| 10e semaine | Le Roi lion                        | Jon Favreau                | 73 344               |           |
| 11e semaine | Le Roi lion                        | Jon Favreau                | 65 983               |           |
| 12e semaine | Le Roi lion                        | Jon Favreau                | 47 535               |           |
| 13e semaine | Parasite                           |                            | Bong Joon-ho         | 32 237    |

## Plus longues durées à l'affiche
| Semaines          | Titre                              | Pays         | Réalisateur                      |
| ----------------- | ---------------------------------- | ------------ | -------------------------------- |
| 40 semaines (fin) | Parasite                           | Corée du Sud | Bong Joon-ho                     |
| 27 semaines (fin) | Green Book : Sur les routes du sud | États-Unis   | Peter Farrelly                   |
| 23 semaines (fin) | Toy Story 4                        | États-Unis   | Josh Cooley                      |
| 22 semaines (fin) | Joker                              | États-Unis   | Todd Phillips                    |
| 22 semaines (fin) | Le Chant du loup                   | France       | Antonin Baudry                   |
| 22 semaines (fin) | Avengers: Endgame                  | États-Unis   | Anthony et Joe Russo             |
| 21 semaines (fin) | Au nom de la terre                 | France       | Edouard Bergeon                  |
| 20 semaines (fin) | Hors normes                        | France       | Eric Toledano et Olivier Nakache |
| 20 semaines (fin) | Le Roi lion                        | États-Unis   | Jon Favreau                      |
| 20 semaines (fin) | Dumbo                              | États-Unis   | Tim Burton                       |

## Box-office par semaine
| #  | Date (à partir du) | Film no 1                                        | Pays      | Entrées   |
| -- | ------------------ | ------------------------------------------------ | --------- | --------- |
| 1  | 2 janvier 2019     | Aquaman                                          |           | 664 755   |
| 2  | 9 janvier 2019     | Creed 2                                          | 832 553   |           |
| 3  | 16 janvier 2019    | Glass                                            | 539 113   |           |
| 4  | 23 janvier 2019    | La Mule                                          | 659 999   |           |
| 5  | 30 janvier 2019    | Qu'est-ce qu'on a encore fait au Bon Dieu ?      |           | 2 153 093 |
| 6  | 6 février 2019     | Qu'est-ce qu'on a encore fait au Bon Dieu ?      | 1 488 162 |           |
| 7  | 13 février 2019    | Qu'est-ce qu'on a encore fait au Bon Dieu ?      | 1 014 948 |           |
| 8  | 20 février 2019    | Qu'est-ce qu'on a encore fait au Bon Dieu ?      | 696 560   |           |
| 9  | 27 février 2019    | Qu'est-ce qu'on a encore fait au Bon Dieu ?      | 500 899   |           |
| 10 | 6 mars 2019        | Captain Marvel                                   |           | 1 254 628 |
| 11 | 13 mars 2019       | Captain Marvel                                   | 882 443   |           |
| 12 | 20 mars 2019       | Captain Marvel                                   | 354 462   |           |
| 13 | 27 mars 2019       | Dumbo                                            | 550 574   |           |
| 14 | 3 avril 2019       | Dumbo                                            | 529 297   |           |
| 15 | 10 avril 2019      | Tanguy, le retour                                |           | 486 634   |
| 16 | 17 avril 2019      | After : Chapitre 1                               |           | 624 513   |
| 17 | 24 avril 2019      | Avengers: Endgame                                | 3 426 471 |           |
| 18 | 1er mai 2019       | Avengers: Endgame                                | 1 742 338 |           |
| 19 | 8 mai 2019         | Avengers: Endgame                                | 832 196   |           |
| 20 | 15 mai 2019        | Nous finirons ensemble                           |           | 357 301   |
| 21 | 22 mai 2019        | Aladdin                                          |           | 563 243   |
| 22 | 29 mai 2019        | Aladdin                                          | 569 439   |           |
| 23 | 5 juin 2019        | X-Men: Dark Phoenix                              | 689 880   |           |
| 24 | 12 juin 2019       | Men in Black International                       | 336 892   |           |
| 25 | 19 juin 2019       | Men in Black International                       | 194 872   |           |
| 26 | 26 juin 2019       | Toy Story 4                                      | 1 505 679 |           |
| 27 | 3 juillet 2019     | Spider-Man: Far From Home                        | 1 370 178 |           |
| 28 | 10 juillet 2019    | Spider-Man: Far From Home                        | 630 649   |           |
| 29 | 17 juillet 2019    | Le Roi lion                                      | 3 252 896 |           |
| 30 | 24 juillet 2019    | Le Roi lion                                      | 2 390 595 |           |
| 31 | 31 juillet 2019    | Le Roi lion                                      | 1 309 472 |           |
| 32 | 7 août 2019        | Fast and Furious: Hobbs and Shaw                 | 1 131 141 |           |
| 33 | 14 août 2019       | Once Upon a Time… in Hollywood                   | 1 132 221 |           |
| 34 | 21 août 2019       | Once Upon a Time… in Hollywood                   | 536 080   |           |
| 35 | 28 août 2019       | La Vie scolaire                                  |           | 485 386   |
| 36 | 4 septembre 2019   | La Vie scolaire                                  | 322 197   |           |
| 37 | 11 septembre 2019  | Ça : Chapitre 2                                  |           | 635 024   |
| 38 | 18 septembre 2019  | Ad Astra                                         | 434 069   |           |
| 39 | 25 septembre 2019  | Au nom de la terre                               |           | 471 679   |
| 40 | 2 octobre 2019     | Au nom de la terre                               | 366 063   |           |
| 41 | 9 octobre 2019     | Joker                                            |           | 1 606 425 |
| 42 | 16 octobre 2019    | Joker                                            | 1 228 940 |           |
| 43 | 23 octobre 2019    | Joker                                            | 999 523   |           |
| 44 | 30 octobre 2019    | Joker                                            | 775 730   |           |
| 45 | 6 novembre 2019    | La Belle Époque                                  |           | 565 429   |
| 46 | 13 novembre 2019   | J'accuse                                         | 501 228   |           |
| 47 | 20 novembre 2019   | La Reine des neiges 2                            |           | 2 137 267 |
| 48 | 27 novembre 2019   | La Reine des neiges 2                            | 1 435 442 |           |
| 49 | 4 décembre 2019    | La Reine des neiges 2                            | 945 814   |           |
| 50 | 11 décembre 2019   | La Reine des neiges 2                            | 631 282   |           |
| 51 | 18 décembre 2019   | Star Wars, épisode IX : L'Ascension de Skywalker | 2 420 710 |           |
| 52 | 25 décembre 2019   | Star Wars, épisode IX : L'Ascension de Skywalker | 1 870 505 |           |

## Classements complémentaires
- Box-office par années